# Kalkandere (district)
Kalkandere is een Turks district in de provincie Rize en telt 12.712 inwoners (2007). Het district heeft een oppervlakte van 115,7 km². Hoofdplaats is Kalkandere.
De bevolkingsontwikkeling van het district is weergegeven in onderstaande tabel.
| 1997   | 2000   | 2007   |
| ------ | ------ | ------ |
| 14.534 | 19.131 | 12.712 |